# Бисер (Пермски край)
Бисер (на руски: Бисер) е селище от градски тип в Русия, разположено в Горнозаводски район, Пермски край. Населението му към 1 януари 2018 година е 638 души.